# Semoy Hackett
Semoy Hackett (ur. 27 listopada 1988) – trynidadzko-tobagijska lekkoatletka, specjalizująca się w biegach sprinterskich.
W 2008 roku reprezentowała kraj podczas igrzysk olimpijskich w Pekinie w biegu na 100 metrów, w których tak jak rodaczki, odpadła w ćwierćfinale. Wzięła także udział w sztafecie 4 × 100 metrów. Rok później, w trakcie mistrzostw świata w Berlinie, dobrnęła do półfinału sprintu. Na następnym czempionacie w Daegu była bliska wywalczenia awansu do finału. Razem z koleżankami w tej samej edycji wystartowała w sztafecie 4 × 100 metrów, zajmując 4. miejsce, jednakże im je odebrano, ponieważ u zawodniczki wykryto metyloheksanaminę, w związku z czym otrzymała ona karę w postaci 6-miesięcznej dyskwalifikacji. W listopadzie 2012 roku ten sam środek został wykryty w organizmie Hackett, przez co zdyskwalifikowano ją na 28 miesięcy. Cztery miesiące po zakończeniu kary wystąpiła na mistrzostwach świata w Pekinie w trzech konkurencjach: na 100 i 200 metrów oraz w biegu rozstawnym 4 × 100 metrów zdobywając brązowy w tym ostatnim.

## Osiągnięcia
| Rok  | Impreza                                                | Miejsce        | Konkurencja             | Lokata          | Wynik   |
| ---- | ------------------------------------------------------ | -------------- | ----------------------- | --------------- | ------- |
| 2004 | CARIFTA Games U-17                                     | Hamilton       | bieg na 100 metrów      | eliminacje      | 12,94   |
| 2004 | CARIFTA Games U-17                                     | Hamilton       | sztafeta 4 x 100 metrów | 1. miejsce      | 47,79   |
| 2004 | Mistrzostwa Ameryki Środkowej i Karaibów juniorów U-17 | Coatzacoalcos  | bieg na 100 metrów      | 3. miejsce      | 11,68   |
| 2004 | Mistrzostwa Ameryki Środkowej i Karaibów juniorów U-17 | Coatzacoalcos  | sztafeta 4 x 100 metrów | 3. miejsce      | 45,72   |
| 2005 | Mistrzostwa świata juniorów młodszych                  | Marrakesz      | bieg na 200 metrów      | półfinał        | 24,26w  |
| 2005 | Mistrzostwa świata juniorów młodszych                  | Marrakesz      | sztafeta szwedzka       | eliminacje      | DQ      |
| 2006 | CARIFTA Games U-20                                     | Les Abymes     | bieg na 100 metrów      | 3. miejsce      | 11,68   |
| 2006 | CARIFTA Games U-20                                     | Les Abymes     | sztafeta 4 x 100 metrów | 3. miejsce      | 45,72   |
| 2006 | Mistrzostwa Ameryki Środkowej i Karaibów juniorów U-20 | Port of Spain  | bieg na 100 metrów      | 3. miejsce      | 11,71   |
| 2006 | Mistrzostwa Ameryki Środkowej i Karaibów juniorów U-20 | Port of Spain  | bieg na 200 metrów      | 3. miejsce      | 23,62   |
| 2006 | Mistrzostwa Ameryki Środkowej i Karaibów juniorów U-20 | Port of Spain  | sztafeta 4 x 100 metrów | 3. miejsce      | 45,75   |
| 2006 | Mistrzostwa świata juniorów                            | Pekin          | bieg na 100 metrów      | el.-33. miejsce | 11,94   |
| 2006 | Mistrzostwa świata juniorów                            | Pekin          | bieg na 200 metrów      | el.-29. miejsce | 24,59   |
| 2007 | CARIFTA Games U-20                                     | Providenciales | bieg na 100 metrów      | 5. miejsce      | 11,67   |
| 2007 | CARIFTA Games U-20                                     | Providenciales | bieg na 200 metrów      | 5. miejsce      | 23,76   |
| 2007 | Mistrzostwa panamerykańskie juniorów                   | São Paulo      | bieg na 100 metrów      | eliminacje      | 11,95   |
| 2007 | Mistrzostwa panamerykańskie juniorów                   | São Paulo      | bieg na 200 metrów      | 6. miejsce      | 23,82   |
| 2007 | Mistrzostwa panamerykańskie juniorów                   | São Paulo      | sztafeta 4 x 100 metrów | 3. miejsce      | 44,69   |
| 2008 | Mistrzostwa Ameryki Środkowej i Karaibów               | Cali           | bieg na 100 metrów      | eliminacje      | 11,72   |
| 2008 | Mistrzostwa Ameryki Środkowej i Karaibów               | Cali           | sztafeta 4 x 100 metrów | 1. miejsce      | 43,43   |
| 2008 | Igrzyska olimpijskie                                   | Pekin          | bieg na 100 metrów      | eliminacje      | 11,46   |
| 2008 | Igrzyska olimpijskie                                   | Pekin          | sztafeta 4 x 100 metrów | eliminacje      | DNF     |
| 2009 | Mistrzostwa Ameryki Środkowej i Karaibów               | Hawana         | bieg na 100 metrów      | 2. miejsce      | 11,35   |
| 2009 | Mistrzostwa Ameryki Środkowej i Karaibów               | Hawana         | bieg na 200 metrów      | –               | DNS     |
| 2009 | Mistrzostwa Ameryki Środkowej i Karaibów               | Hawana         | sztafeta 4 × 100 metrów | 3. miejsce      | 43,75   |
| 2009 | Mistrzostwa świata                                     | Berlin         | bieg na 100 metrów      | półfinał        | 11,45   |
| 2009 | Mistrzostwa świata                                     | Berlin         | sztafeta 4 x 100 metrów | 6. miejsce      | 43,43   |
| 2010 | Młodzieżowe mistrzostwa NACAC                          | Miramar        | bieg na 100 metrów      | 4. miejsce      | 11,33w  |
| 2011 | Mistrzostwa Ameryki Środkowej i Karaibów               | Mayagüez       | bieg na 100 metrów      | 1. miejsce      | 11,27   |
| 2011 | Mistrzostwa Ameryki Środkowej i Karaibów               | Mayagüez       | sztafeta 4 × 100 metrów | 1. miejsce      | 43,47   |
| 2011 | Mistrzostwa świata                                     | Daegu          | bieg na 100 metrów      | DSQ             | 11,35   |
| 2011 | Mistrzostwa świata                                     | Daegu          | sztafeta 4 × 100 metrów | DSQ             | 42,58   |
| 2012 | Igrzyska olimpijskie                                   | Londyn         | bieg na 100 metrów      | DSQ             | 11,26   |
| 2012 | Igrzyska olimpijskie                                   | Londyn         | bieg na 200 metrów      | DSQ             | 22,87   |
| 2012 | Igrzyska olimpijskie                                   | Londyn         | sztafeta 4 × 100 metrów | DSQ             | DQ      |
| 2013 | Mistrzostwa Ameryki Środkowej i Karaibów               | Morelia        | bieg na 100 metrów      | DSQ             | DQ      |
| 2015 | Igrzyska panamerykańskie                               | Toronto        | bieg na 100 metrów      | 8. miejsce      | 11,16   |
| 2015 | Igrzyska panamerykańskie                               | Toronto        | sztafeta 4 × 100 metrów | eliminacje      | DNF     |
| 2015 | Mistrzostwa NACAC                                      | San José       | bieg na 200 metrów      | 2. miejsce      | 22,51   |
| 2015 | Mistrzostwa świata                                     | Pekin          | bieg na 100 metrów      | półfinał        | 11,13   |
| 2015 | Mistrzostwa świata                                     | Pekin          | bieg na 200 metrów      | półfinał        | 22,75   |
| 2015 | Mistrzostwa świata                                     | Pekin          | sztafeta 4 × 100 metrów | 3. miejsce      | 42,03   |
| 2016 | Igrzyska olimpijskie                                   | Rio de Janeiro | bieg na 100 metrów      | półfinał        | 11,20   |
| 2016 | Igrzyska olimpijskie                                   | Rio de Janeiro | bieg na 200 metrów      | półfinał        | 22,94   |
| 2016 | Igrzyska olimpijskie                                   | Rio de Janeiro | sztafeta 4 × 100 metrów | 5. miejsce      | 42,12   |
| 2017 | IAAF World Relays                                      | Nassau         | sztafeta 4 × 100 metrów | eliminacje      | DNF     |
| 2017 | IAAF World Relays                                      | Nassau         | sztafeta 4 × 200 metrów | 4. miejsce      | 1:32,63 |
| 2017 | Mistrzostwa świata                                     | Londyn         | bieg na 200 metrów      | półfinał        | 23,54   |
| 2017 | Mistrzostwa świata                                     | Londyn         | sztafeta 4 × 100 metrów | 6. miejsce      | 42,62   |
| 2018 | Igrzyska Wspólnoty Narodów                             | Gold Coast     | bieg na 200 metrów      | 7. miejsce      | 23,16   |
| 2018 | Igrzyska Wspólnoty Narodów                             | Gold Coast     | sztafeta 4 × 100 metrów | 4. miejsce      | 43,50   |
| 2018 | Mistrzostwa NACAC                                      | Toronto        | bieg na 200 metrów      | 5. miejsce      | 23,27   |
| 2018 | Igrzyska Ameryki Środkowej i Karaibów                  | Barranquilla   | bieg na 200 metrów      | 2. miejsce      | 22,95   |
| 2018 | Igrzyska Ameryki Środkowej i Karaibów                  | Barranquilla   | sztafeta 4 × 100 metrów | 2. miejsce      | 43,61   |
| 2019 | IAAF World Relays                                      | Jokohama       | sztafeta 4 × 100 metrów | eliminacje      | 43,67   |
| 2019 | Mistrzostwa świata                                     | Doha           | sztafeta 4 × 100 metrów | 6. miejsce      | 42,71   |
| 2019 | Igrzyska panamerykańskie                               | Lima           | bieg na 200 metrów      | 8. miejsce      | 23,62   |

## Rekordy życiowe
- bieg na 60 metrów (hala) – 7,22 (2011)
- bieg na 100 metrów – 11,07 (2016) / 10,98w (2011)
- bieg na 200 metrów (stadion) – 22,51 (2015) / 22,41w (2011)
- bieg na 200 metrów (hala) – 22,84 (2011)